# Triaenodes teneratus
Triaenodes teneratus là một loài Trichoptera trong họ Leptoceridae. Chúng phân bố ở miền Australasia.